# عفيف رضوان
عفيف رضوان (1933 - 23 أبريل 1972) هو ملحن لبناني.

## حياته
ولد عفيف رضوان في زقاق البلاط بيروت عام 1933 وكان منزله قريبا من المعهد الموسيقي الوطني اللبناني فجذبته الأنغام والألحان إلى عالم مسحور.

## مسيرته
التحق بالإذاعة اللبنانية بتشيجع من مدير عام الأنباء أسعد الأسعد والفنان محمد سلمان.
شكل عفيف رضوان مع محمد سلمان ونجاح سلام ثلاثيا فنيا لبنانيا وعربيا مميزا وناجحا.